# Собор Бутовских новомучеников
Собо́р Бу́товских новому́чеников — праздник Русской православной церкви, установленный в память о православных святых, принявших мученическую кончину за Христа на Бутовском полигоне. Празднование Собору совершается в 4-ю субботу по Пасхе. Внесено в месяцеслов по благословению патриарха Алексия II 3 сентября 2003 года. На май 2009 года включал имена 321 святого.

## Список святых
В Собор входят:

### Расстрелянные в 1937 году

#### Январь
1. Сщмч. Александр Русинов, иерей († 1937, память 18 января)

#### Февраль
1. Сщмч. Сергий Руфицкий, прот. († 1937, память 14 февраля)

#### Август
1. Сщмч. Алексий Воробьёв, прот. († 1937, память 7 августа)
2. Сщмч. Димитрий Миловидов, иерей († 1937, память 7 августа)
3. Сщмч. Елисей Штольдер, диак. († 1937, память 7 августа)
4. Сщмч. Димитрий Остроумов, прот. († 1937, память 17 августа)
5. Сщмч. Иоанн Лебедев, прот. († 1937, память 27 августа)
6. Сщмч. Иоанн Смирнов, прот. († 1937, память 27 августа)
7. Прмч. Мефодий (Иванов), игум. († 1937, память 27 августа)

#### Сентябрь
1. Мц. Наталия Козлова († 1937, память 1 сентября)
2. Прмц. Татиана (Грибкова), послушница († 1937, память 1 сентября)
3. Сщмч. Алексий Зиновьев, иерей († 1937, память 3 сентября)
4. Сщмч. Василий Сунгуров, иерей († 1937, память 7 сентября)
5. Сщмч. Димитрий Троицкий, диак. († 1937, память 9 сентября)
6. Сщмч. Василий Максимов, прот. († 1937, память 10 сентября)
7. Прмч. Гавриил (Яцик), архим. († 1937, память 10 сентября)
8. Сщмч. Пётр Юрков, иерей († 1937, память 10 сентября)
9. Мч. Семён Туркин († 1937, память 10 сентября)
10. Мц. Татиана Гримблит († 1937, память 10 сентября)
11. Сщмч. Николай Житов, прот. († 1937, память 12 сентября)
12. Сщмч. Николай Скворцов, прот. († 1937, память 14 сентября)
13. Сщмч. Иоанн Бороздин, прот. († 1937, память 15 сентября)
14. Сщмч. Николай Цветков, протодиак. († 1937, память 15 сентября)
15. Сщмч. Пётр Петриков, иерей († 1937, память 15 сентября)
16. Сщмч. Александр Левитский, прот. († 1937, память 26 сентября)
17. Сщмч. Афанасий Докукин, иерей († 1937, память 26 сентября)
18. Сщмч. Димитрий Розанов, прот. († 1937, память 26 сентября)
19. Мч. Иоанн Золотов († 1937, память 26 сентября)
20. Мч. Николай Гусев († 1937, память 26 сентября)
21. Прмч. Иларион (Громов), иером. († 1937, память 28 сентября)
22. Прмц. Михаила (Иванова), схимонахиня († 1937, память 28 сентября)
23. Сщмч. Александр Орлов, прот. († 1937, память 30 сентября)
24. Прмц. Александра (Червякова), схимонахиня († 1937, память 30 сентября)
25. Мч. Алексий Серебренников († 1937, память 30 сентября)
26. Мц. Аполлинария Тупицына († 1937, память 30 сентября)
27. Сщмч. Василий Гурьев, иерей († 1937, память 30 сентября)
28. Сщмч. Вячеслав Занков, иерей († 1937, память 30 сентября)
29. Мч. Матфей Соловьёв († 1937, память 30 сентября)
30. Сщмч. Пётр Пушкинский, прот. († 1937, память 30 сентября)
31. Сщмч. Пётр Соловьёв, прот. († 1937, память, память 30 сентября)
32. Сщмч. Симеон Лилеев, прот. († 1937, память 30 сентября)

#### Октябрь
1. Сщмч. Александр Агафонников, прот. († 1937, память 1 октября)
2. Сщмч. Георгий Архангельский, иерей († 1937, память 1 октября)
3. Мч. Иоанн Артемов († 1937, память 1 октября)
4. Прмч. Василий (Цветков), архим. († 1937, память 4 октября)
5. Прмч. Амвросий (Астахов), архим. († 1937, память 8 октября)
6. Сщмч. Василий Озерецковский, иерей († 1937, память 8 октября)
7. Мч. Виктор Фролов († 1937, память 8 октября)
8. Сщмч. Владимир Сперанский, иерей († 1937, память 8 октября)
9. Сщмч. Димитрий (Добросердов), архиеп. Можайский († 1937, память 8 октября)
10. Мц. Елисавета Куранова († 1937, память 8 октября)
11. Сщмч. Иона (Лазарев), еп. Велижский († 1937, память 8 октября)
12. Мч. Иоанн Рыбин († 1937, память 8 октября)
13. Сщмч. Иоанн Хренов, диак. († 1937, память 8 октября)
14. Мц. Мария Волнухина († 1937, память 8 октября)
15. Мц. Надежда Ажгеревич († 1937, память 8 октября)
16. Мч. Николай Кузьмин († 1937, память 8 октября)
17. Мч. Николай Рейн († 1937, память 8 октября)
18. Сщмч. Павел Преображенский, прот. († 1937, память 8 октября)
19. Прмч. Пахомий (Туркевич), игум. († 1937, память 8 октября)
20. Сщмч. Пётр Никотин, прот. († 1937, память 8 октября)
21. Сщмч. Пётр Озерецковский, иерей († 1937, память 8 октября)
22. Прмч. Серафим (Щёлоков), архим. († 1937, память 8 октября)
23. Прмц. Татиана (Бесфамильная), монахиня († 1937, память 8 октября)
24. Сщмч. Андрей Воскресенский, прот. († 1937, память 18 октября)
25. Мц. Елисавета Крымова († 1937, память 18 октября)
26. Сщмч. Николай Соколов, прот. († 1937, память 18 октября)
27. Сщмч. Сергий Бажанов, иерей († 1937, память 18 октября)
28. Сщмч. Сергий Гусев, иерей († 1937, память 18 октября)
29. Сщмч. Александр Соловьёв, иерей († 1937, память 23 октября)
30. Сщмч. Владимир Амбарцумов, иерей († 1937, память 23 октября)
31. Сщмч. Емилиан Гончаров, иерей († 1937, память 23 октября)
32. Сщмч. Николай Агафонников, прот. († 1937, память 23 октября)
33. Сщмч. Николай Архангельский, прот. († 1937, память 23 октября)
34. Сщмч. Созонт Решетилов, иерей († 1937, память 23 октября)
35. Сщмч. Александр Воздвиженский, иерей († 1937, память 31 октября)
36. Сщмч. Василий Архангельский, прот. († 1937, память 31 октября)
37. Сщмч. Василий Колоколов, иерей († 1937, память 31 октября)
38. Сщмч. Всеволод Смирнов, прот. († 1937, память 31 октября)
39. Прмч. Евфросин (Антонов), иером. († 1937, память 31 октября)
40. Мч. Иаков Блатов († 1937, память 31 октября)
41. Сщмч. Пётр Воскобойников, прот. († 1937, память 31 октября)
42. Сщмч. Сергий Розанов, иерей († 1937, память 31 октября)

#### Ноябрь
1. Сщмч. Александр Зверев, прот. († 1937, память 3 ноября)
2. Сщмч. Александр Парусников, прот. († 1937, память 3 ноября)
3. Сщмч. Василий Архангельский, иерей († 1937, память 3 ноября)
4. Сщмч. Василий Покровский, иерей († 1937, память 3 ноября)
5. Сщмч. Викентий Смирнов, прот. († 1937, память 3 ноября)
6. Сщмч. Владимир Писарев, прот. († 1937, память 3 ноября)
7. Сщмч. Иоанн Кесарийский, иерей († 1937, память 3 ноября)
8. Сщмч. Николай Пятницкий, иерей († 1937, память 3 ноября)
9. Сщмч. Павел Андреев, прот. († 1937, память 3 ноября)
10. Сщмч. Пётр Косменков/Косминков, иерей († 1937, память 3 ноября)
11. Сщмч. Пётр Орленков, иерей († 1937, память 3 ноября)
12. Сщмч. Сергий Кедров, прот. († 1937, память 3 ноября)
13. Сщмч. Симеон Кречков, диак. († 1937, память 3 ноября)
14. Сщмч. Арсений Троицкий, прот. († 1937, память 6 ноября)
15. Прмч. Варлаам (Никольский), игум. († 1937, память 6 ноября)
16. Прмч. Гавриил (Гур), иером. († 1937, память 6 ноября)
17. Сщмч. Никита (Делекторский), еп. Нижне-Тагильский († 1937, память 6 ноября)
18. Прмч. Алексий (Задворнов), иером. († 1937, память 9 ноября)
19. Сщмч. Димитрий Русинов, прот. († 1937, память 9 ноября)
20. Сщмч. Иосиф Сченснович, диак. († 1937, память 9 ноября)
21. Сщмч. Илия Рылько, прот. († 1937, память 9 ноября)
22. Сщмч. Константин Немешаев, иерей († 1937, память 9 ноября)
23. Сщмч. Павел Ансимов, прот. († 1937, память 9 ноября)
24. Сщмч. Александр Архангельский, иерей († 1937, память 12 ноября)
25. Сщмч. Владимир Красновский, иерей († 1937, память 12 ноября)
26. Сщмч. Димитрий Розанов, иерей († 1937, память 12 ноября)
27. Сщмч. Константин Успенский, прот. († 1937, память 12 ноября)
28. Сщмч. Матфей Алоин, иерей († 1937, память 12 ноября)
29. Сщмч. Александр Быков, иерей († 1937, память 14 ноября)
30. Мц. Анна Зерцалова († 1937, память 14 ноября)
31. Сщмч. Василий Лихарев, прот. († 1937, память 14 ноября)
32. Сщмч. Василий Никольский, прот. († 1937, память 14 ноября)
33. Мч. Гавриил Безфамильный († 1937, память 14 ноября)
34. Сщмч. Георгий Извеков, прот. († 1937, память 14 ноября)
35. Сщмч. Димитрий Беляев, иерей († 1937, память 14 ноября)
36. Сщмч. Димитрий Лебедев, прот. († 1937, память 14 ноября)
37. Мч. Димитрий Рудаков († 1937, память 14 ноября)
38. Сщмч. Николай Виноградов, прот. († 1937, память 14 ноября)
39. Сщмч. Сергий Знаменский, прот. († 1937, память 14 ноября)
40. Сщмч. Иаков Бриллиантов, иерей († 1937, память 19 ноября)
41. Прмч. Иоасаф (Крымзин), игум. († 1937, память 19 ноября)
42. Прмч. Ксенофонт (Бондаренко), игум. († 1937, память 19 ноября)
43. Прмч. Пётр (Мамонтов), иером. († 1937, память 19 ноября)
44. Сщмч. Сергий Махаев, прот. († 1937, память 19 ноября)
45. Мч. Тимофей Кучеров († 1937, память 19 ноября)
46. Сщмч. Александр Сахаров, прот. († 1937, память 20 ноября)
47. Сщмч. Алексий Аманов, прот. († 1937, память 20 ноября)
48. Сщмч. Алексий Никатов, прот. († 1937, память 20 ноября)
49. Сщмч. Владимир Медведюк, прот. († 1937, память 20 ноября)
50. Прмч. Евтихий (Качур), игум. († 1937, память 20 ноября)
51. Прмч. Иларион (Писарец), иером. († 1937, память 20 ноября)
52. Сщмч. Иоанн Заболотный, иерей († 1937, память 20 ноября)
53. Сщмч. Николай Зеленов, иерей († 1937, память 20 ноября)
54. Прмч. Герасим (Мочалов), иером. († 1937, память 22 ноября)
55. Сщмч. Иаков Соколов, иерей († 1937, память 22 ноября)
56. Сщмч. Феодор Гусев, иерей († 1937, память 22 ноября)
57. Сщмч. Александр Вершинский, прот. († 1937, память 25 ноября)
58. Сщмч. Андрей Шершнев, иерей († 1937, память 25 ноября)
59. Сщмч. Василий Парийский, иерей († 1937, память 25 ноября)
60. Сщмч. Виктор Смирнов, прот. († 1937, память 25 ноября)
61. Сщмч. Григорий Воинов, прот. († 1937, память 25 ноября)
62. Сщмч. Иоанн Тарасов, прот. († 1937, память 25 ноября)
63. Сщмч. Иоанн Янушев, прот. († 1937, память 25 ноября)
64. Сщмч. Косма Коротких, иерей († 1937, память 25 ноября)
65. Мч. Павел Кузовков († 1937, память 25 ноября)
66. Сщмч. Ярослав Савицкий, прот. († 1937, память 25 ноября)
67. Сщмч. Василий Агафонников, прот. († 1937, память 26 ноября)
68. Сщмч. Василий Колосов, иерей († 1937, память 26 ноября)
69. Сщмч. Василий Студницин, прот. († 1937, память 26 ноября)
70. Сщмч. Георгий Колоколов, прот. († 1937, память 26 ноября)
71. Сщмч. Даниил Мещанинов, иерей († 1937, память 26 ноября)
72. Сщмч. Илия Зачатейский, иерей († 1937, память 26 ноября)
73. Сщмч. Иоанн Виноградов, прот. († 1937, память 26 ноября)
74. Сщмч. Назарий Грибков, прот. († 1937, память 26 ноября)
75. Сщмч. Николай Постников, прот. († 1937, память 26 ноября)
76. Прмч. Тихон (Бузов), архим. (†1937, память 26 ноября)
77. Прмч. Алексий (Гаврин), монах († 1937, память 27 ноября)
78. Сщмч. Алексий Сперанский, иерей († 1937, память 27 ноября)
79. Прмч. Аполлос (Федосеев), иером. († 1937, память 27 ноября)
80. Сщмч. Борис Ивановский, прот. († 1937, память 27 ноября)
81. Сщмч. Василий Соколов, прот. († 1937, память 27 ноября)
82. Сщмч. Владимир Смирнов, иерей († 1937, память 27 ноября)
83. Мч. Иоанн Емельянов († 1937, память 27 ноября)
84. Сщмч. Иоанн Смирнов, иерей († 1937, память 27 ноября)
85. Сщмч. Иоанн Хрусталёв, прот. († 1937, память 27 ноября)
86. Прмч. Иоасаф (Боев), архим. († 1937, память 27 ноября)
87. Прмч. Кронид (Любимов), архим. († 1937, память 27 ноября)
88. Сщмч. Николай Андреев, прот. († 1937, память 27 ноября)
89. Сщмч. Николай (Добронравов), архиеп. Владимирский и Суздальский († 1937, память 27 ноября)
90. Сщмч. Николай Покровский, прот. († 1937, память 27 ноября)
91. Прмч. Николай (Салтыков), игум. († 1937, память 27 ноября)
92. Прмч. Никон (Беляев), архим. († 1937, память 27 ноября)
93. Прмч. Серафим (Крестьянинов), иером. († 1937, память 27 ноября)
94. Сщмч. Феодор Дорофеев, иерей († 1937, память 27 ноября)
95. Сщмч. Алексий Веселовский, иерей († 1937, память 28 ноября)
96. Сщмч. Алексий Сенкевич, диак. († 1937, память 28 ноября)
97. Сщмч. Алексий Смирнов, иерей († 1937, память 28 ноября)
98. Сщмч. Пётр Ворона, иерей († 1937, память 28 ноября)
99. Прмч. Рафаил (Тюпин), иером. († 1937, память 28 ноября)
100. Сщмч. Серафим (Чичагов), митр. Ленинградский († 1937, память 28 ноября)

#### Декабрь
1. Прмц. Антонина (Степанова), монахиня († 1937, память 2 декабря)
2. Сщмч. Владимир Проферансов, прот. († 1937, память 2 декабря)
3. Прмч. Данакт (Калашников), иером. († 1937, память 2 декабря)
4. Сщмч. Иоанн Державин, прот. († 1937, память 2 декабря)
5. Сщмч. Константин Некрасов, прот. († 1937, память 2 декабря)
6. Прмц. Мария (Журавлёва), послушница († 1937, память 2 декабря)
7. Мц. Матрона Конюхова († 1937, память 2 декабря)
8. Сщмч. Николай Виноградский, прот. († 1937, память 2 декабря)
9. Сщмч. Николай Заболотский, прот. († 1937, память 2 декабря)
10. Сщмч. Николай Сафонов, прот. († 1937, память 2 декабря)
11. Сщмч. Павел Понятский, иерей († 1937, память 2 декабря)
12. Сщмч. Сергий Фелицын, иерей († 1937, память 2 декабря)
13. Сщмч. Феодор Алексинский, иерей († 1937, память 2 декабря)
14. Сщмч. Михаил Успенский, иерей († 1937, память 7 декабря)
15. Сщмч. Сергий Голощапов, прот. († 1937, память 7 декабря)
16. Сщмч. Сергий Успенский, прот. († 1937, память 7 декабря)
17. Сщмч. Александр Буравцев, иерей († 1937, память 9 декабря)
18. Сщмч. Василий Ягодин, прот. († 1937, память 9 декабря)
19. Сщмч. Аркадий (Остальский), еп. Бежецкий († 1937, память 16 декабря)

### Расстрелянные в 1938 году

#### Январь
1. Сщмч. Николай Красовский, иерей († 1938, память 18 января)
2. Сщмч. Сергий Лебедев, иерей († 1938, память 18 января)
3. Прмц. Евдокия (Кузьминова), монахиня († 1938, память 23 января)
4. Прмц. Екатерина (Черкасова), послушница († 1938, память 23 января)
5. Мц. Милица Кувшинова († 1938, память 23 января)
6. Прмч. Серафим (Булашов), игум. († 1938, память 23 января)

#### Февраль
1. Сщмч. Александр Минервин, иерей († 1938, память 4 февраля)
2. Сщмч. Александр Покровский, иерей († 1938, память 4 февраля)
3. Сщмч. Александр Соколов, прот. († 1938, память 4 февраля)
4. Сщмч. Алексий Княжеский, иерей († 1938, память 4 февраля)
5. Сщмч. Алексий Лебедев, иерей († 1938, память 4 февраля)
6. Сщмч. Алексий Шаров, иерей († 1938, память 4 февраля)
7. Сщмч. Андрей Беднов, иерей († 1938, память 4 февраля)
8. Прмц. Анна (Ефремова), послушница († 1938, память 4 февраля)
9. Сщмч. Аркадий Лобцов, иерей († 1938, память 4 февраля)
10. Сщмч. Борис Назаров, прот. († 1938, память 4 февраля)
11. Мч. Василий Иванов († 1938, память 4 февраля)
12. Мч. Димитрий Казамацкий († 1938, память 4 февраля)
13. Сщмч. Димитрий Кедроливанский, иерей († 1938, память 4 февраля)
14. Сщмч. Евстафий Сокольский, иерей († 1938, память 4 февраля)
15. Сщмч. Иоанн Алешковский, иерей († 1938, память 4 февраля)
16. Сщмч. Иоанн Артоболевский, прот. († 1938, память 4 февраля)
17. Сщмч. Иоанн Тихомиров, прот. († 1938, память 4 февраля)
18. Мч. Иоанн Шувалов († 1938, память 4 февраля)
19. Сщмч. Михаил Рыбин, иерей († 1938, память 4 февраля)
20. Сщмч. Николай Голышев, иерей († 1938, память 4 февраля)
21. Сщмч. Николай Кандауров, прот. († 1938, память 4 февраля)
22. Сщмч. Николай Поспелов, прот. († 1938, память 4 февраля)
23. Сщмч. Пётр Соколов, прот. († 1938, память 4 февраля)
24. Прмц. Рафаила (Вишнякова), схимонахиня († 1938, память 4 февраля)
25. Прмц. Мария Виноградова, послушница († 1938, память 4 февраля)
26. Сщмч. Серафим (Вавилов), архидиак. († 1938, память 4 февраля)
27. Сщмч. Сергий Соловьев, иерей († 1938, память 4 февраля)
28. Мч. Феодор Пальшков, псаломщик († 1938, память 4 февраля)
29. Сщмч. Феодор Бобков, иерей († 1938, память 4 февраля)[2]
30. Сщмч. Пётр Марков, прот. († 1938, память 8 февраля)
31. Сщмч. Сергий Любомудров, иерей († 1938, память 8 февраля)
32. Сщмч. Симеон Кульгавец, иерей († 1938, память 8 февраля)
33. Сщмч. Иоанн Фрязинов, иерей († 1938, память 9 февраля)
34. Прмц. Анна (Корнеева), послушница († 1938, память 13 февраля)
35. Сщмч. Василий Горбачёв, иерей († 1938, память 13 февраля)
36. Прмц. Вера (Морозова), послушница († 1938, память 13 февраля)
37. Сщмч. Владимир Покровский, иерей († 1938, память 13 февраля)
38. Сщмч. Евгений Никольский, диак. († 1938, память 13 февраля)
39. Сщмч. Зосима Трубачёв, прот. († 1938, память 13 февраля)
40. Сщмч. Иоанн Калабухов, иерей († 1938, память 13 февраля)
41. Сщмч. Иоанн Косинский, иерей († 1938, память 13 февраля)
42. Сщмч. Иоанн Покровский, прот. († 1938, память 13 февраля)
43. Прмц. Ирина (Хвостова), послушница († 1938, память 13 февраля)
44. Сщмч. Леонтий Гримальский, прот. († 1938, память 13 февраля)
45. Сщмч. Михаил Попов, иерей († 1938, память 13 февраля)
46. Сщмч. Николай Добролюбов, иерей († 1938, память 13 февраля)
47. Мч. Павел Соколов († 1938, память 13 февраля)
48. Сщмч. Парфений Грузинов, иерей († 1938, 13 февраля)
49. Сщмч. Алексий Никитский, иерей († 1938, память 15 февраля)
50. Сщмч. Алексий Смирнов, иерей († 1938, память 15 февраля)
51. Прмц. София (Селивёрстова), послушница († 1938, память 15 февраля)
52. Сщмч. Симеон Кулямин, диак. († 1938, память 15 февраля)
53. Сщмч. Андрей Ясенев, прот. († 1938, память 22 февраля)
54. Прмч. Антипа (Кириллов), иером. († 1938, память 22 февраля)
55. Мц. Варвара Лосева († 1938, память 22 февраля)
56. Сщмч. Виктор Моригеровский, иерей († 1938, память 22 февраля)
57. Мц. Елисавета Тимохина († 1938, память 22 февраля)
58. Сщмч. Иоанн Парусников, прот. († 1938, память 22 февраля)
59. Мц. Ирина Смирнова († 1938, память 22 февраля)
60. Прмц. Параскева (Макарова), послушница († 1938, память 22 февраля)
61. Сщмч. Сергий Белокуров, иерей († 1938, память 22 февраля)
62. Прмч. Сергий (Букашкин), иером. († 1938, память 22 февраля)
63. Мч. Стефан Франтов († 1938, память 22 февраля)
64. Сщмч. Александр Виноградов, иерей († 1938, память 25 февраля)
65. Прмц. Мстислава (Фокина), монахиня († 1938, память 25 февраля)

#### Март
1. Прмц. Александра Дьячкова, послушница († 1938, память 1 марта)
2. Прмц. Анна (Макандина), инокиня († 1938, память 1 марта)
3. Мч. Василий Архипов († 1938, память 1 марта)
4. Сщмч. Василий Никитский, иерей († 1938, память 1 марта)
5. Сщмч. Вениамин Фаминцев, прот. († 1938, память 1 марта)
6. Прмц. Дария (Зайцева), послушница († 1938, память 1 марта)
7. Прмц. Евдокия (Архипова), послушница († 1938, память 1 марта)
8. Сщмч. Михаил Букринский, иерей († 1938, память 1 марта)
9. Мц. Надежда Абакумова († 1938, память 1 марта)
10. Прмц. Ольга (Жильцова), послушница († 1938, память 1 марта)
11. Сщмч. Пётр Любимов, прот. († 1938, память 1 марта)
12. Прмц. Антонина (Новикова), послушница († 1938, память 7 марта)
13. Прмц. Евдокия (Синицына), послушница († 1938, память 7 марта)
14. Прмц. Екатерина (Константинова), послушница († 1938, память 7 марта)
15. Прмц. Ксения (Петрухина), послушница († 1938, память 7 марта)
16. Прмц. Мария (Грошева), монахиня († 1938, память 7 марта)
17. Прмц. Матрона (Грошева), монахиня († 1938, память 7 марта)
18. Прмц. Надежда (Круглова), послушница († 1938, память 7 марта)
19. Прмч. Нил (Тютюкин), иером. († 1938, память 7 марта)
20. Прмц. Анна (Горохова), послушница († 1938, память 7 марта)
21. Прмц. Александра (Самойлова), инокиня († 1938, память 9 марта)
22. Сщмч. Алексий Смирнов, иерей († 1938, память 9 марта)
23. Сщмч. Димитрий Гливенко, иерей († 1938, память 9 марта)
24. Прмч. Иоасаф (Шахов), игум. († 1938, память 9 марта)
25. Сщмч. Михаил Маслов, иерей († 1938, память 9 марта)
26. Прмц. Наталия (Ульянова), послушница († 1938, память 9 марта)
27. Сщмч. Николай Горюнов, протодиак. († 1938, память 9 марта)
28. Сщмч. Пётр Космодамианский, иерей († 1938, память 9 марта)
29. Сщмч. Сергий Лебедев, прот. († 1938, память 9 марта)
30. Сщмч. Сергий Цветков, прот. († 1938, память 9 марта)
31. Прмч. Владимир (Волков), архим. († 1938, память 12 марта)
32. Сщмч. Иоанн Плеханов, иерей († 1938, память 12 марта)
33. Мч. Алексий Скоробогатов († 1938, память 23 марта)
34. Прмц. Анастасия (Бобкова), послушница († 1938, память 23 марта)
35. Сщмч. Василий Коклин, иерей († 1938, память 23 марта)
36. Прмч. Илия (Вятлин), иером. († 1938, память 23 марта)

#### Май
1. Мч. Нина Кузнецова († 1938, память 1 мая)[3][нет в источнике]

#### Июнь
1. Сщмч. Александр Парусников, прот. († 1938, память 14 июня)
2. Сщмч. Николай Виноградов, прот. († 1938, память 14 июня)
3. Сщмч. Николай Запольский, диак. († 1938, память 14 июня)
4. Сщмч. Павел Иванов, иерей († 1938, память 14 июня)
5. Сщмч. Александр Крутицкий, иерей († 1938, память 18 июня)
6. Сщмч. Василий Крылов, иерей († 1938, память 18 июня)
7. Сщмч. Василий Смирнов, прот. († 1938, память 18 июня)
8. Прмч. Никанор (Морозкин), архим. († 1938, память 18 июня)
9. Сщмч. Сергий Кротков, прот. († 1938, память 18 июня)
10. Сщмч. Алексий Скворцов, прот. († 1938, память 21 июня)
11. Прмч. Иона (Санков), иером. († 1938, память 21 июня)
12. Сщмч. Николай Розанов, прот. († 1938, память 21 июня)
13. Сщмч. Павел Успенский, иерей († 1938, память 21 июня)

#### Июль
1. Сщмч. Пётр Голубев, иерей († 1938, память 21 июля)

#### Октябрь
1. Прмч. Иннокентий (Мазурин), иерод. († 1938, память 31 октября)

#### Ноябрь
1. Сщмч. Константин Любомудров, иерей († 1938, память 6 ноября)

## Гимнография
Молитва

О святии бутовские мученицы и вси исповедницы и номученицы российстии, во всяком возрасте и сословии за Христа пострадавшие, верность Ему даже до смерти свидетельствовавшие и венец жизни от Него приявшие. Вы во дни гонения лютаго, землю нашу от безбожных постигшаго, на судищах, в заточениях и пропастех земных в горьких работах и всяких скорбных обстояниях образ терпения и непостыднаго упования мужественно явили есте. Ныне же в раи сладости наслаждающися пред престолом Божиим во славе предстоите и присно хвалу и ходатайство со ангелы и всеми святыми Триединому Богу возносите.
Сего ради мы недостоиные молим вас святые сродницы наши, не забудете земнаго отечества вашего, грехом Каиного братоубийства, поруганием святынь, безбожием и нашими беззакониями отягоченного.

Умолите Господа сил да утвердит Церковь Свою непоколебимую в мире сем многомятежном и лукавом. Да возродит в земли нашей дух разума и благочестия, дух святости и страха Божия, дух братолюбия и мира, да паки будем мы царское священие, род Божий, избранный и Святый, присно с вами славящии Отца и Сына и Святаго Духа во веки веков. Аминь.